# میک والاس
مایکل والاس (زاده ۹ نوامبر ۱۹۵۵) یا میک والاس، سیاستمدار ایرلندی و توسعه دهنده سابق املاک است که از ژوئیه ۲۰۱۹ عضو پارلمان اروپا (MEP) از ایرلند برای حوزه انتخابیه جنوبی بوده است. او عضو حزب مستقلان برای تغییر، بخشی از جناح چپ در پارلمان اروپا است.

## زندگی شخصی
طبق گفته والاس، او در سطوح مختلف هدایت تیم‌های فوتبال زیر ۱۸ سال را به مدت ۳۷ سال بر عهده داشته و موفق به کسب شش عنوان قهرمانی در ایرلند شده است.

## نظرات و دیدگاه‌ها

### مواضع دربارهٔ مسائل خاورمیانه
در نوامبر ۲۰۲۳ همزمان با جنگ اسرائیل علیه مردم نوار غزه، والاس در گفت و گو با خبرگزاری آناتولی گفت: «اتحادیه اروپا هنوز ادعا می‌کند که اسرائیل با حماس می‌جنگد. این دروغ است. اسرائیل غیرنظامیان را هدف قرار می‌دهد. بیش از ۴۶۰۰ کودک توسط رژیم اسرائیل کشته شدند. این جنگ علیه حماس نیست. این آشکارا نسل‌کشی است. این پاکسازی قومی در شمال غزه است. اتحادیه اروپا امتناع می‌کند که بگوید در حقیقت چه اتفاقی می‌افتد. هنوز هم خواستار آتش‌بس نشده است. حمایت خود را از این رژیم آپارتاید اسرائیل را پس نگرفته است». وی در واکنش به اظهارات نماینده سوئد در پارلمان اروپا که رژیم اسرائیل را «دولت دموکراتیک» توصیف کرد، گفت: «شما اسرائیل را یک کشور دموکراتیک می‌نامید؟! دولت‌های دموکراتیک مانند یک دولت آپارتاید رفتار نمی‌کنند. آنها مرتکب مجازات دست جمعی نمی‌شوند. بیمارستان‌ها، اردوگاه‌های پناهندگان و خانه‌های مردم را بمباران نمی‌کنند. آنها نسل‌کشی نمی‌کنند. اسرائیل یک کشور دموکراتیک نیست. دست از گفتن این دروغ‌ها بردارید. یهودیان سراسر جهان از دولت صهیونیستی اسرائیل وحشت دارند.»
والاس با حضور در مراسم روز قدس که مقابل سفارت اسرائیل در بلژیک برگزار شد، با اشاره به حمله اسرائیل به کنسولگری ایران در دمشق گفت: «اسرائیل هفته گذشته سفارت ایران در دمشق را بمباران کرد و اتحادیه اروپا هیچ چیزی نگفت؛ بنابراین حالا فکر می‌کنند اشکالی ندارد سفارتخانه‌ها را در کشور دیگری هم بمباران کنند.» وی افزود: «به یک نظم جهانی جدید نیاز داریم. ما به جهانی نیاز داریم که در آن حاکمیت کشورها و استقلال کشورها در آن محترم شمرده شود. باید تحریم‌های غیرقانونی و جنگ‌های ترکیبی علیه ایران، سوریه، ونزوئلا، کوبا و یمن را در سراسر جهان به چالش بکشیم. فلسطین اکنون الگوی همه ماست.»
در مارس ۲۰۲۵، والاس در کنفرانسی در صنعا، پایتخت یمن که به میزبانی انصارالله برگزار شده بود، شرکت کرد. او در این کنفرانس از انصارالله به دلیل مبارزه با «نسل‌کشی اسرائیل در غزه» تمجید کرد. والاس امپریالیسم را «منشأ ترور» دانست و اروپایی‌هایی را که از «نسل‌کشی در غزه» حمایت می‌کنند، «وحشی» توصیف کرد. او همچنین اظهار داشت که یمن تحت کنترل انصارالله «یکی از معدود کشورهایی است که به قوانین بین‌المللی پایبند است.»

### چین
والاس در مصاحبه با گلوبال تایمز خاطر نشان کرد: «اروپا باید سیاست مستقلی در قبال چین داشته باشد و داشتن یک رابطه سالم و صلح آمیز با چین برای مردم اروپا منطقی است. ما نباید توسط آمریکایی‌ها دیکته شویم.»